# Michael Stevenson (actor)
Michael Stevenson es un actor británico, más conocido por haber interpretado a Ian Dean en la serie Casualty.

## Biografía
Se graduó del London Academy of Music and Dramatic Art "LAMDA" en el 2009.

## Carrera
En 2012 apareció como invitado en la serie médica británica Casualty, donde interpretó al capitán Ian Dean; Michael regresó en 2013 y se unió al elenco recurrente de la serie y su última aparición fue el 22 de marzo de 2014. En junio del mismo año, se anunció que Michael regresaría a la serie en octubre del mismo año ahora como personaje principal de la serie. En 2013 apareció como invitado en la serie médica Doctors, donde dio vida a Judd Tinker.

## Filmografía

### Series de televisión
| Año                                | Título        | Personaje     | Notas                           |
| ---------------------------------- | ------------- | ------------- | ------------------------------- |
| 2012, 2013 - 2014, 2014 - presente | Casualty      | Cpl. Ian Dean | 81 episodios                    |
| 2013                               | Doctors       | Judd Tinker   | episodio "Break in News"        |
| 2013                               | The Syndicate | Marcus        | 2 episodios                     |
| 2009                               | Heartbeat     | Billy Garrett | episodio "The War of the Roses" |

### Películas
| Año  | Título                   | Personaje | Notas                                                                            |
| ---- | ------------------------ | --------- | -------------------------------------------------------------------------------- |
| 2012 | A Thousand Empty Glasses | Arthur    | corto - junto a Tristan Shepherd, James Wallwork & Sophie Steer                  |
| 2012 | Good Night               | Joel      | corto - junto a Anna Hogarth, Rosie Day, Jay Taylor, Dave MacRae & Paul Davidson |

### Productor
| Año  | Título                   | Notas             |
| ---- | ------------------------ | ----------------- |
| 2012 | A Thousand Empty Glasses | corto - productor |

### Teatro
| Año | Obra                     | Personaje | Teatro |
| --- | ------------------------ | --------- | ------ |
| -   | Les Liaisons Dangereuses | Azolan    | -      |
| -   | Food                     | Tom       | LAMDA  |
| -   | A View From the Bridge   | Eddie     | LAMDA  |
| -   | The Grapes of Wrath      | Willy     | -      |